# 繊維状ファージ

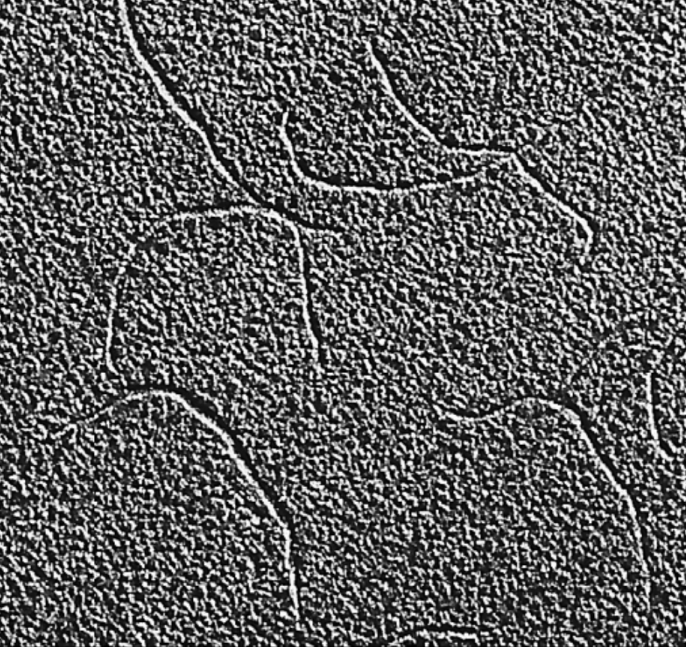
シャドウイングによって可視化された繊維状ファージの電子顕微鏡像

繊維状ファージ（せんいじょうファージ、英: filamentous bacteriophage）は、細菌に感染するウイルス（バクテリオファージ）の分類の1つ（イノウイルス科Inoviridae）である。名称はその繊維状の形状、すなわち調理したスパゲッティのような、細長く柔軟なワーム状の鎖構造であることに由来し、直径は約6 nm、長さは1000–2000 nmである。ビリオンの外被は5種類のウイルスタンパク質から構成される。これらのタンパク質は宿主細菌の内膜での組み立て時に配置され、新たなビリオンが膜から突出するにつれて付加されてゆく。この科の持つ単純性は分子生物学の基本的側面の研究のモデルとして魅力的であり、免疫学やナノテクノロジーにおいて有用なツールである。

## 特徴

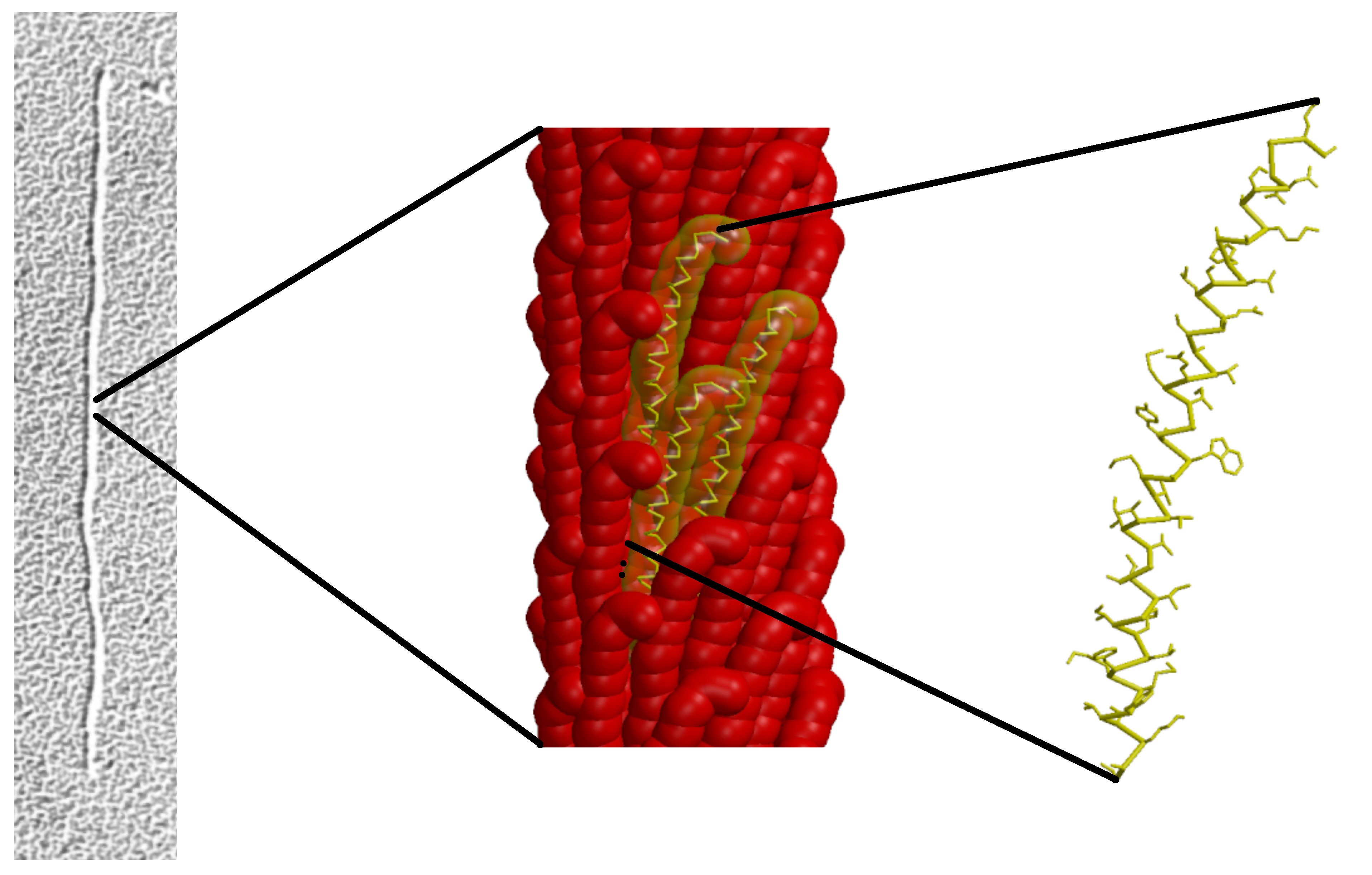
組み立てられたFf繊維状ファージのメジャー外被タンパク質サブユニット

繊維状ファージは既知の生命体のなかで最も単純であり、ファージ・グループによって研究されていた尾部を持つファージ（カウドウイルス）よりも遺伝子ははるかに少ない。この科には29種が含まれ、23の属に分類される。しかしながら、機械学習を用いたゲノムおよびメタゲノムデータセットの解析により、ほぼすべての細菌の門に10,295のイノウイルス様配列が存在していることが発見された。このことは、このグループのウイルスが当初考えられていたよりもはるかに多様で広範囲に存在していることを示している。
1960年代初頭、3つの異なる研究グループによってfd、f1、M13という3種の繊維状ファージが単離され特徴づけられた。しかしこれらは非常に類似していたため「Ff」という一般名でまとめられることもあり、国際ウイルス分類委員会（ICTV）で承認されたイノウイルス属を構成している。Ff繊維状ファージの分子構造は多くの物理的技術、特にX線繊維回折を用いて決定され、固体NMRやクライオ電子顕微鏡を用いて構造のさらなる精密化が行われた。Ffファージの一本鎖のDNAはファージの中心部に位置し、円筒形のタンパク質外被によって保護されている。この外被はαヘリックスからなるメジャー外被タンパク質数千コピーから構成されており、このタンパク質はgene 8にコードされている。gene 8タンパク質（pVIII）はファージの組み立ての初期段階で細胞膜へ挿入される。ファージの一部の系統のpVIIIには膜への挿入を促進する「リーダー配列」が存在するが、他の系統ではリーダー配列は不要なようである。ファージの両端は数コピーのタンパク質でキャップされ、これらは宿主の細菌への感染や新生ファージ粒子の組み立てにも重要である。一方の端のタンパク質はgene 3とgene 6の産物（pIIIとpVI）であり、もう一方の端のタンパク質はgene 7とgene 9の産物（pVIIとpIX）である。繊維回折による研究により、pVIIIの配置が異なる2つのクラスが同定されている。クラスIにはイノウイルス属のfd、f1、M13、Infulavirus属のIf1、Lineavirus属のIKeが含まれ、これらのファージのpVIIIの配置には回転軸が存在する。一方クラスIIにはPrimolicivirus属のPf1、Tertilicivirus属のPf3、属未定のPH75が含まれ、これらのファージのpVIIIの配置には回転軸ではなくらせん軸が存在する。この差異はファージの全体構造には目立った影響は与えないが、独立した回折データはクラスIよりもクラスIIの方が多くなる。このことはクラスIIのファージPf1の構造決定に役立ち、それをもとにクラスIファージの構造が決定された。
fdファージから単離されたDNAは一本鎖であり、トポロジー的には環状である。すなわち、DNA一本鎖はファージ粒子の一方の端から他方の端へ伸びた後、環を閉じるために戻ってくることになるが、塩基対を形成しているわけではない。このトポロジーは他の全ての繊維状ファージも同様であると推測されていたが、Pf4ファージではDNAは一本鎖であるが環状ではなく線状であることが示されている。fdファージの組み立て過程では、ファージのDNAはまず、多コピーのgene 5複製/組み立てタンパク質（pV）とともに線形の細胞内ヌクレオタンパク質複合体へと詰め込まれる。その後、新生ファージが細菌宿主を殺すことなく細胞膜を越えて突出するにつれ、pVはpVIIIに取って代わられる。pVはG四量体構造や（ただしこの構造はファージDNAには存在しない）、ファージDNAの類似したヘアピン構造に高い親和性で結合する。
Ffファージのgene 1タンパク質（pI）は膜でのファージの組み立てに必要であり、N末端部分が細胞質側、C末端部分がペリプラズム側となる膜貫通ドメインを持つ（これはpVIIIとは逆方向である）。pIの膜貫通ドメインの細胞質側近傍の13残基の塩基性残基の配置パターンは、配列の方向は反対であるが、pVIIIのC末端近傍のパターンと密接に一致する。pIによるpVIIIの組み立て機構は膜貫通タンパク質研究のモデルシステムとして研究が行われている。また、gene 1はATPアーゼをコードしており、保存されたマーカー遺伝子として（他の3つの遺伝的特徴とともに）イノウイルス配列の検出のために利用されている。

### 生活環
ウイルスの複製は細胞質で行われる。宿主細胞への進入は性繊毛を介して行われる。複製はローリングサークル機構で行われ、転写はDNAを鋳型として行われる。ウイルスはextrusionと呼ばれる機構で宿主細胞から出る。ウイルスの組み立ては内膜で行われ（グラム陰性菌の場合）、膜に埋め込まれたモータータンパク質複合体を介して行われる。この組み立て複合体はgene 1にコードされ（ZOT（zonula occludens toxin）とも呼ばれる）、機能的なWalkerモチーフを持つATPアーゼであり、ATPの加水分解を介してファージフィラメントの組み立てに必要なエネルギーを提供していると考えられている。Xanthomonas campestrisの繊維状ファージで属未定のCf1tが宿主細菌のゲノムに組み込まれることが1987年に示された。その後もこうした溶原性繊維状ファージは報告されており、その多くが病原性と関係している。

## 分類
次に挙げる属が知られている。
- Affertcholeramvirus
- Bifilivirus
- Capistrivirus
- Coriovirus
- Fibrovirus
- Habenivirus
- Infulavirus
- Inovirus（英語版）
- Lineavirus
- Parhipatevirus
- Primolicivirus
- Psecadovirus
- Restivirus
- Saetivirus
- Scuticavirus
- Staminivirus
- Subteminivirus
- Tertilicivirus
- Thomixvirus
- Versovirus
- Vicialiavirus
- Villovirus
- Xylivirus

イノウイルス科の分類学的研究には系統樹や系統群が利用されるようになっている。メタゲノミクスのデータに基づいて、イノウイルス科をTubulavirales目の下のAmplinoviridae、Protoinoviridae、Photinoviridae、Vespertilinoviridae、Densinoviridae、Paulinoviridaeのという新たな科へ分類することが提唱されている。

### よく知られたメンバー
- 属 Inovuirus（Ffファージ）[8][9] – Fエピソームを持つ大腸菌Escherichia coliに感染する
  - 種 Escherichia virus M13
    - M13ファージ（英語版）
    - f1ファージ

  - 種 Filamentous bacteriophage fd (proposal)
    - fdファージ
- 属 Affertcholeramvirus[29]
  - 種 Vibrio virus CTXphi
    - CTXφファージ（英語版）
- 属 Infulavirus[12]
  - 種 Escherichia virus If1
    - If1ファージ
- 属 Lineavirus[13]
  - 種 Salmonella virus IKe
    - IKeファージ
- 属 Primolicivirus[14]
  - 種 Pseudomonas virus Pf1
    - Pf1ファージ
- 属 Tertilicivirus[15]
  - 種 Pseudomonas virus Pf3 – 緑膿菌Pseudomonas aeruginosaに感染するファージ
    - Pf3ファージ

他の提唱中の種としては次のようなものがある。
- 種 Thermus phage PH75

- PH75ファージ

- 種 Xanthomonas phage Cf1t

- Cf1tファージ

## 歴史
電子顕微鏡像で観察される繊維状の粒子は、当初は細菌の性繊毛であると誤って解釈されていた。超音波破砕によって柔軟なフィラメントはほぼ二つ折れ、繊維状ファージの形態から予想される通り感染性は不活性化された。1960年代初頭に、3つの異なる研究グループによって3つの繊維状ファージ、fd、f1、M13が単離され特徴づけられた。これら3つのファージのDNA配列の差異は2%未満であり、全ゲノムでコドンの変化はわずか数十個であったため、多くの目的においてこれらは同一のものと見なされた。その後の半世紀にわたって、これらの研究グループや追随するグループによってさらなる特徴づけが行われた。
繊維状ファージは他の大部分のファージとは異なり、宿主を殺すことなく細菌の膜を通って連続的に突出する。David Prattらによって始められた条件的致死変異体を用いたM13ファージに関する遺伝的研究によって、ファージの遺伝子の機能が記載された。例えば、子孫の一本鎖DNA合成に必要なgene 5のタンパク質産物は感染細菌で大量に合成され、新生DNAに結合して線形の細胞内複合体を形成する。
fdファージは取り込まれるDNAが長く（短く）なるほどDNAを保護するために組み立て時に付加されるタンパク質サブユニットは多く（少なく）なり、遺伝的研究に便利なツールである。ファージの長さはファージカプシド内面の長さ当たりの正電荷の影響も受ける。fdのゲノムは最初に完全な配列決定が行われたものの1つである。
繊維状ファージの系統はアンドレ・ルヴォフとPaul Tournierによって、fdファージをタイプ種としてInophagoviridae科、Inophagovirus属のInophagovirus bacteriiと定義された。"phagovirus"という命名はトートロジーであったため、科はInoviridae、タイプ属はInovirusに変更された。この命名は何十年も維持されてきたが、M13の遺伝子操作や膜模倣環境でのpVIIIの研究が広く行われるようになるにつれ、タイプ種はfdからM13に置き換えられた。機械学習アプローチによって既知の繊維状ファージの数は何倍にも増加しており、Inoviridaeの科から目への再定義と、6つの科と212の亜科への再分類が提唱されている。fd、f1、M13や他の関連ファージは慣用的にFfグループファージと呼ばれることも多い。FはFエピソームを有する大腸菌に感染すること、fは繊維状ファージであることを意味する。
免疫原性ペプチドを提示するよう改変された繊維状ファージは、免疫学やより広範囲の生物学的応用に有用である。ジョージ・P・スミスとグレゴリー・ウィンターは、f1とfdを用いてファージディスプレイに関する研究を行い、2018年にノーベル化学賞を受賞した。M13の派生株は、特に材料科学において、アンジェラ・ベルチャーらによって広範囲の目的で多く作出され利用されている。繊維状ファージは細菌細胞の周囲に液晶ドメインを形成することで抗生物質耐性を促進することができる。